# Thorstein Aaby
Thorstein Aaby (* 3. April 1971 in Porsgrunn; † 24. Juli 2007) war ein norwegischer Gitarrist.
Im August 2000 war er einer der Mitbegründer der Progressive-Metal-Band Pagan’s Mind. Aaby spielte auf den zwei Alben Infinity Divine (2000) und Celestial Entrance (2002). 2003 verließ er die Band und ging zu den  Smalltown Rockets. Er ist auch auf dem Kiss-Tribut-Album God's of Thunder mit dem Lied C'mon and Love Me zu hören. In seinen letzten Lebensjahren war er Gitarrist und Sänger in der  Mötley-Crüe-Cover-Band Wildside. Am 24. Juli 2007 starb Thorstein Aaby im Alter von 36 Jahren an einer langen Krankheit.
Aaby spielte auch Gitarre für Nitro, Deadline, Sunset Strip und Silverspoon.